# Diecéze Álava
Diecéze Álava je titulární diecéze římskokatolické církve.

## Historie
Diecéze Álava byla založena v 9.  století. Byla sufragánnou arcidiecéze Tarragona.
Zahrnovala většinu území dnešní diecéze Vitoria.
Známe dvanáct biskupů této diecéze. Nejznámějším biskupem je Fortún, který roku 1072 odešel do Říma za papežem Alexandrem II. aby obhájil mozarabský ritus.
Diecéze zanikla v 11. století po dobytí Araby a její území připadlo diecézi Calahorra.
Dnes je využívána jako titulární biskupské sídlo; současným titulárním biskupem je Carlos Lema Garcia, pomocný biskup arcidiecéze São Paulo.

## Seznam biskupů
- Aivere (před rokem 871 – po roce 876)
- Álvaro (asi 877 – asi 888)
- Munio I. (937/956–971)
- Julián (?–984)
- Munio II. (984–989)
- García (996 – asi 1021)
- Munio III. (asi 1024–1037)
- García (1037 – asi 1053)
- Fortún I. (asi 1053–1054/1055)
- Vela (1055–1059/1062)
- Munio IV. (1060/1062 – asi 1065)
- Fortún II. (asi 1067–1088)

## Seznam titulárních biskupů
- Stanisław Smolenski (1970–2006)
- Mario Iceta Gavicagogeascoa (2008–2010)
- Nelson Francelino Ferreira (2010–2014)
- Carlos Lema Garcia (od 2014)